# Parted Magic
Parted Magic是一個輕量的Linux發行版，包含了許多可用於硬碟分割以及資料復原的自由軟體。是以GParted及PartitionMagic為靈感而命名。

## 特性
Parted Magic可以直接從CD或USB儲存裝置開機，而不必安裝至硬碟上。
雖然最初是為機械式硬碟設計，但也可以在固態硬碟上使用，Parted Magic可以安全的將硬碟恢復至出廠狀態。其中一個主要的固態硬碟製造廠商，Corsair，建議將其作為安全恢復硬碟至出廠狀態的工具。OCZ還出版了一份指南指引使用者如何安全的使用Parted Magic將他們的固態硬碟恢復至出廠狀態。
Parted Magic支持讀寫各種現代的檔案系統，如ext3、ext4、FAT、exFAT以及NTFS，因此能夠在Microsoft Windows及GNU/Linux的檔案系統下使用。
此發行版中包含了區域網路及網際網路的支援，並包含Firefox網路瀏覽器。

## 評價
Parted Magic得到了主流科技雜誌及網站許多正面的評價，PC World提到其在多種作業系統上的資料復原有相當好的表現，而且是免費的。該雜誌的編輯提到：
“我只能說這是個必須下載的工具軟體，而且它是免費的。”
但是现在Parted Magic已经开始要收费才能下载镜像

## 系統需求
Parted Magic 11.11.11版原生支援Intel x86以及x86-64處理器，並要求電腦要有至少i586級的Intel相容處理器以及175MB的RAM

## 外部連結
- 官方网站